# Morane-Saulnier MS.435
Le Morane-Saulnier MS.435 est un avion d'entraînement militaire monoplan biplace français de construction entièrement métallique, conçu par Morane-Saulnier et qui effectue son premier vol le 6 décembre 1939 depuis Tarbes.

## Historique
Il s'agit un dérivé du Morane-Saulnier MS.406, alors le principal chasseur de l'armée de l'air française avec treize groupes de chasse équipés et 1 080 appareils produits. 
Un seul prototype a existé. L'armée de l'air française passa commande de soixante appareils début 1940, mais en raison de la priorité donnée à la production de chasseurs et de l'achat d'avions d'entrainement avancés américains (North American NA-16), ils ne seront pas construits. 